# Лібертівілл (Алабама)
Лібертівілл (англ. Libertyville) — місто (англ. town) в США, в окрузі Ковінгтон штату Алабама. Населення — 108 осіб (2020).

## Географія
Лібертівілл розташований за координатами 31°14′38″ пн. ш. 86°27′37″ зх. д. / 31.24389° пн. ш. 86.46028° зх. д. (31.243980, -86.460150).  За даними Бюро перепису населення США в 2010 році місто мало площу 1,36 км², з яких 1,35 км² — суходіл та 0,01 км² — водойми.

## Демографія
Згідно з переписом 2010 року, у місті мешкало 117 осіб у 54 домогосподарствах у складі 36 родин. Густота населення становила 86 осіб/км².  Було 67 помешкань (49/км²).
Расовий склад населення:
| - 88,9 % — білих - 1,7 % — корінних американців - 0,9 % — чорних або афроамериканців |

До двох чи більше рас належало 7,7 %. Частка іспаномовних становила 4,3 % від усіх жителів.
За віковим діапазоном населення розподілялося таким чином: 19,7 % — особи молодші 18 років, 58,1 % — особи у віці 18—64 років, 22,2 % — особи у віці 65 років та старші. Медіана віку мешканця становила 48,3 року. На 100 осіб жіночої статі у місті припадало 112,7 чоловіків;  на 100 жінок у віці від 18 років та старших — 91,8 чоловіків також старших 18 років.
Середній дохід на одне домашнє господарство  становив 51 418 доларів США (медіана — 44 286), а середній дохід на одну сім'ю — 57 153 долари (медіана — 45 536). За межею бідності перебувало 4,8 % осіб, у тому числі 15,8 % дітей у віці до 18 років та 6,7 % осіб у віці 65 років та старших.
Цивільне працевлаштоване населення становило 95 осіб. Основні галузі зайнятості: фінанси, страхування та нерухомість — 15,8 %, роздрібна торгівля — 12,6 %, виробництво — 11,6 %, мистецтво, розваги та відпочинок — 11,6 %.